# Mødrehjælpen af idag
Mødrehjælpen af idag er en kortfilm fra 1987 instrueret af Ole Henning Hansen efter eget manuskript.

## Handling
Novellefilm om en ung kvinde der får hjælp fra mødrehjælpen efter at hun har brudt med sin voldelige mand.